# Dylan Clayton
Dylan Clayton (6 de julio de 1974) es un deportista británico que compitió en ciclismo en la modalidad de BMX. Ganó una medalla de bronce en el Campeonato Mundial de Ciclismo BMX de 1998 y dos medallas de plata en el Campeonato Europeo de Ciclismo BMX, en los años 1996 y 1998.

## Palmarés internacional
| Campeonato Mundial | Campeonato Mundial    | Campeonato Mundial | Campeonato Mundial |
| Año                | Lugar                 | Medalla            | Competición        |
| ------------------ | --------------------- | ------------------ | ------------------ |
| 1998               | Melbourne (Australia) | Medalla de bronce  | Carrera            |
| Campeonato Europeo |                       |                    |                    |
| Año                | Lugar                 | Medalla            | Competición        |
| 1996               | Ginebra (Suiza)       | Medalla de plata   | Carrera            |
| 1998               | Schwedt (Alemania)    | Medalla de plata   | Carrera            |